# Nic Endo

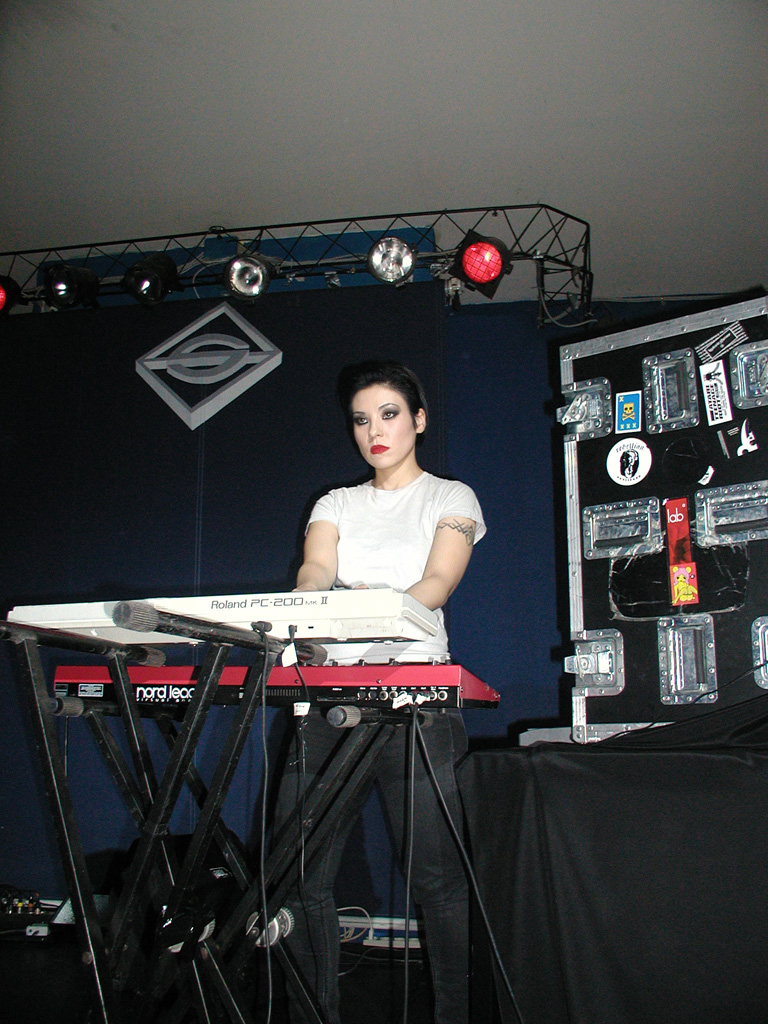
Nic Endo 2007

Nic Endo (* 7. Januar 1976 in Texas) ist eine US-amerikanische Noise-Musikerin, bekannt durch die Digital-Hardcore-Gruppe Atari Teenage Riot.

## Leben
Nic Endo zog mit ihrem deutschen Vater und ihrer japanischen Mutter im Alter von einem Jahr nach Deutschland. Sie lebte zwischen 1994 und 1996 in Frankfurt, bis sie nach Berlin zog. Dort lud Alec Empire sie ein, zeitweise in seiner Band Atari Teenage Riot mitzuarbeiten. Nic Endo entwickelte sich allerdings ziemlich schnell zu einem wichtigen Bestandteil der Gruppe.
Nic Endo veröffentlichte eine EP und ein Soloalbum bei Digital Hardcore Recordings und ein Album unter dem Pseudonym She Satellites beim Sub-Label Geist Records. Daneben machte sie diverse Remixe u. a. für Hanin Elias und Dillinger Escape Plan. Während der Auszeit von Atari Teenage Riot wirkte sie bei Alec Empires Soloprojekten mit. Nic Endo tritt grundsätzlich mit einem weiß geschminkten Gesicht auf. Auf der einen Gesichtshälfte sind die japanischen Schriftzeichen für Widerstand (抵抗) gemalt, was zu ihrem Markenzeichen geworden ist.
Seit 2010 ist Nic Endo die Frontsängerin bei Atari Teenage Riot.

## Diskografie
Solo:
- 1998: White Heat (EP)
- 2002: Cold Metal Perfection

als She Satellites:
- 1999: Poison Lips

mit Atari Teenage Riot:
- 1999: 60 Second Wipe Out
- 2000: Live At Brixton Academy (mit Nine Inch Nails)
- 2000: RAGE E.P. (feat. Tom Morello von Rage Against the Machine)
- 2002: Redefine The Enemy! (Compilation)
- 2006: Atari Teenage Riot (1992-2000) (Compilation)
- 2011: Is this Hyperreal?
- 2012: Riot In Japan
- 2014: Reset

mit Alec Empire:
- 2002: Intelligence & Sacrifice
- 2005: Futurist

DVD:
- 2002: Alec Empire – Death Favours The Enemy
- 2008: Atari Teenage Riot/Alec Empire - Video Works 1992-2008

Remixe / Kollaborationen:
- 2000: Hanin Elias – Slaves (UK)
- 2001: The Dillinger Escape Plan – 43% Burnt (USA)
- 2001: Mystic – Ghetto Birds (USA)
- 2007: Tying Tiffany – Slow Motion (IT)
- 2008: The Raveonettes – Aly, Walk With Me (Vice Records, USA)

## Videos
- Maneater (Regie: Thomas E-don)
- White Heat (Regie: Philipp Virus)